# سيراتون دي جواروس
بلدية سيراتون دي جواروس (بالإسبانية: Cerratón de Juarros)‏, هي إحدى بلديات مقاطعة برغش, التي تقع في منطقة قشتالة وليون, والتي تقع في شمال غرب إسبانيا.
يبلغ عدد سكانها 71 نسمة وفقاً لإحصائية سنة (2002).